# فرودگاه میر جنرال فاپ آرماندو رووردو ایگلسیاس
فرودگاه میر جنرال فاپ آرماندو رووردو ایگلسیاس (به انگلیسی: Mayor General FAP Armando Revoredo Iglesias Airport) (به زبان بومی: Aeropuerto Mayor General FAP Armando Revoredo Iglesias) یک فرودگاه همگانی با کد یاتا CJA است که یک باند فرود آسفالت دارد و طول باند آن ۲۵۰۰ متر است. این فرودگاه در کشور پرو قرار دارد و در ارتفاع ۲۶۷۶ متری از سطح دریا واقع شده‌است.